# Стоунър рок
Стоунър рок или стоунър метъл е музикален поджанр, комбиниращ елементи от хевиметъла, психеделичния рок, блуса, асид рока и дуум метъла. Названието „пустинен рок“ се използва често като взаимозаменяемо на термина „стоунър рок“, въпреки че не всички стоунър банди отговарят на описанието на стила на пустинния рок. Стоунър рокът е с типично бавно или среднобързо темпо, особеностите на което са силно разстроено, натоварено с груув бас звучене, мелодични вокали и „ретро“ представяне. Жанрът се появява през началото на деветдесетте години с най-сериозни инициатори групите Kyuss и Sleep.